# Кантрі-панк
Ковпанк (або кантрі-панк) — піджанр панк-року, що виник у Великій Британії та Південній Каліфорнії наприкінці 1970-х - на початку 1980-х років. Він поєднує панк-рок або нову хвилю з кантрі, фолком і  блюзом  у своєму звучанні, ліриці, настроях і стилі. Прикладами є Social Distortion, The Gun Club, The Long Ryders, Dash Rip Rock, Violent Femmes, The Blasters, Mojo Nixon, Meat Puppets, The Beat Farmers, Rubber Rodeo, Rank and File та Jason and the Scorchers. Багато музикантів цієї сцени згодом стали асоціюватися з альтернативним кантрі, рутс-роком або американою.

## Етимологія і термінологія
Термін «ковпанк» (cowpunk) вперше з'явився у 1979 році, як поєднання слів «ковбой» і «панк». Як еквівалентний термін, також була запропонована назва «кантрі панк» (country punk). Обидва терміни іноді пишуться через дефіс (cow-punk, country-punk), особливо в джерелах кінця 1970-х або початку 1980-х років.
У 1984 році Роберт Палмер написав у New York Times про нову естетику, визнавши «ковпанк» одним із кількох загальних термінів, які критики використовували для позначення музики під впливом кантрі гуртів, не пов'язаних між собою панком і новою хвилею, що не мали нічого спільного. У статті коротко описувалася історія музики, принаймні у Сполучених Штатах: на початку 1980-х років кілька панк-гуртів і гуртів нової хвилі почали колекціонувати класичні кантрі-записи, а невдовзі після цього почали виконувати швидкі кавер-версії своїх улюблених пісень, і навколо цієї ідеї також сформувалися нові гурти. До 1984 року в США та Англії існували десятки гуртів, які «персоналізували кантрі-музику і зробили її прийнятною для покоління MTV».
Письменник New York Times заявив, що одна з проблем з терміном «ковпанк» полягає в тому, що «…жоден термін не описує музику всіх цих гуртів». Інший автор назвав термін «ковпанк» «неправильною назвою», вигаданою критиками у 1985 році. У статті 2018 року, присвяченій тенденціям 1980-х, йдеться про те, що «…розмаїття стилів за межами власне панку» в ковпанку «…для декого зробило цю категорію… підозрілою, або принаймні оманливою».

## Стиль

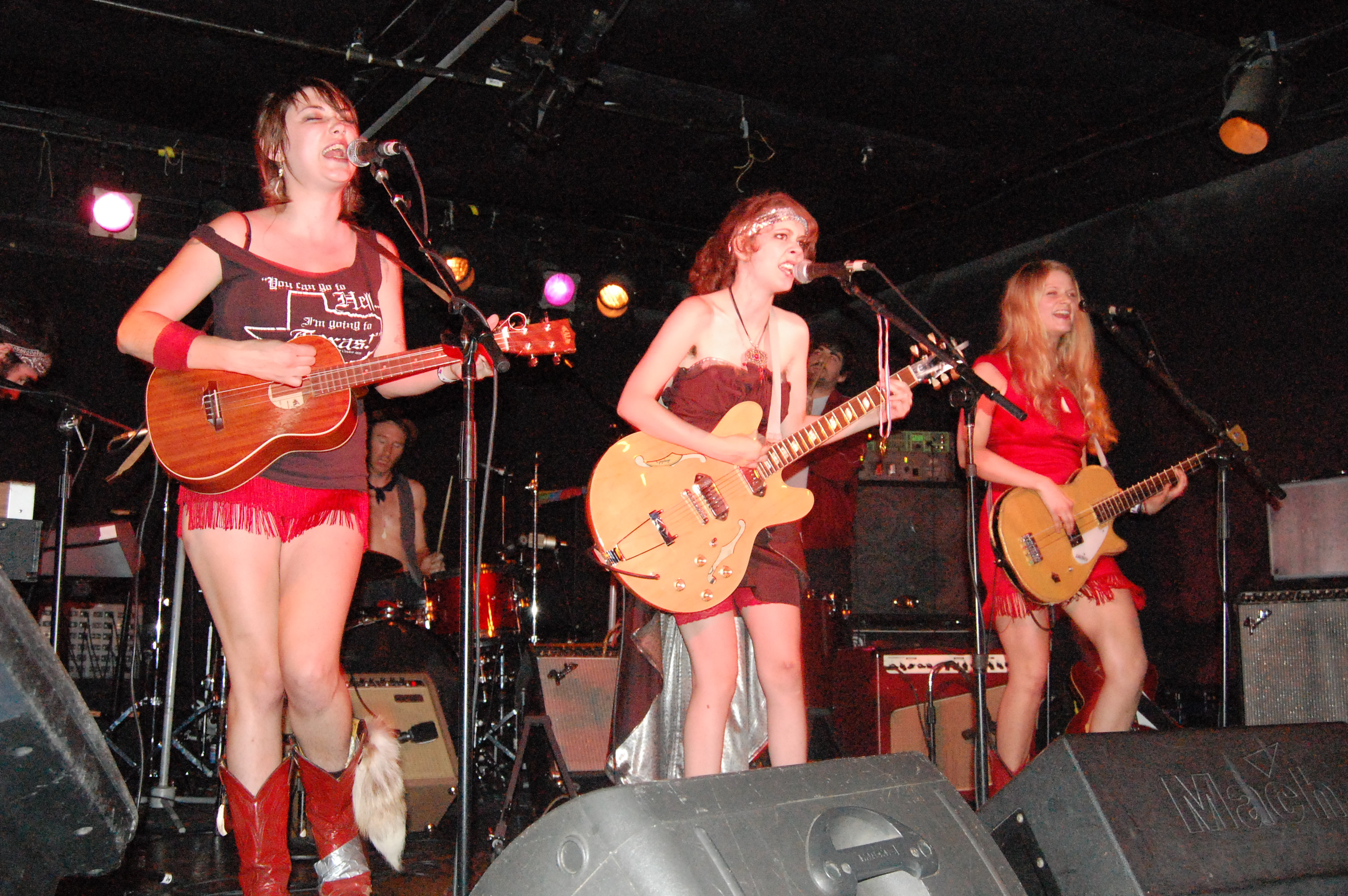
Артисти ковпанк-гурту Those Darlins

Стиль одягу ковпанк - це стереотипний одяг американських селян чи робітників або одяг в стилі дикого заходу. Ковпанки можуть носити що завгодно: від вінтажного вестерн-одягу, включаючи картаті сорочки, комбінезони з нагрудником, потерті джинси та ковбойські чоботи, до більш індустріального стилю з сорочками-безрукавками, кепками далекобійників та робочими черевиками. Жіночі зачіски не мають єдиного стилю, натомість чоловіки можуть мати будь-яку зачіску — від стрижки під бокс до довгого волосся чи зачіски «помпадур» з перебільшеним чубчиком. Поширене носіння вусів і/або бороди.

## Історія

### Ранні роки
Перші ковпанк-гурти наприкінці 1970-х «…надихалися не мейнстрімовим кантрі, а класичним кантрі, музикою більш автентичною за звучанням, але водночас достатньо історично віддаленою, щоб за замовчуванням бути немейнстрімовою…». Існували прецеденти змішування кантрі та суміжних жанрів з роком або іншими стилями. Наприклад, протягом 1970-х років були популярні кантрі-рок і  саузерн рок . Однак до початку 1980-х років тренд  Outlaw rock  «вичерпав себе». Ще одним фактором, який зробив музику кантрі непривабливою для багатьох молодих людей на початку 1980-х, було те, що вона сприймалася як «неправильний бік» у «культурній війні», оскільки кантрі асоціювалося з консервативними політичними цінностями та високопродюсованою комерційною музикою.
Дон МакЛіз каже, що через те, як молодь асоціювала кантрі з музикою, вона не усвідомлювала, що в попередні епохи кантрі мало молодіжне, буйне коріння «музики хілбіллі». Джої Кемп розповідає, що він відвернувся від кантрі ще підлітком на початку 1980-х, бо помилково вважав, що «…кантрі-політес, популярний на комерційному радіо, такий як „Islands in the Stream“ Кенні Роджерса і Доллі Партон, „Queen of Hearts“ Джус Ньютон і „Always On My Mind“ Віллі Нельсона, — це і є кантрі-музика».
Музичний журналіст  Пітер Доггетт стверджує, що між панком і кантрі були «складні стосунки» з тих пір, як музиканти цих двох жанрів вперше дізналися одне про одного, але їм вдалося зустрітися і змішати свої стилі. Крім того, деякі гурти нової хвилі «демонстрували відвертий вплив кантрі».
Ранні ков-панк гурти були більш привабливими для альтернативної, немейнстрімної молоді 1980-х років, оскільки деякі ков-панк гурти досліджували «квір»-теми у своїх текстах, або ідентифікували себе в андрогінній манері чи одягалися у такому стилі. На початку 1980-х аудиторія панків почала цінувати суміш панку та рокабілі, коли з'явився новий піджанр психобілі, з такими гуртами, як The Cramps.

### 1970-ті роки
У 1978 році Розі Флорес очолила гурт Rosie and the Screamers, який один автор назвав «ков-панком». Текс Едвардс вокаліст далласького панк-гурту The Nervebreakers, який відкривав турне Ramones у 1977 році та Sex Pistols у 1978 році, почав грати ков-панк і після The Nervebreakers, під впливом The Cramps і Gun Club, він заснував Tex & The Saddletramps.

### 1980-ті роки

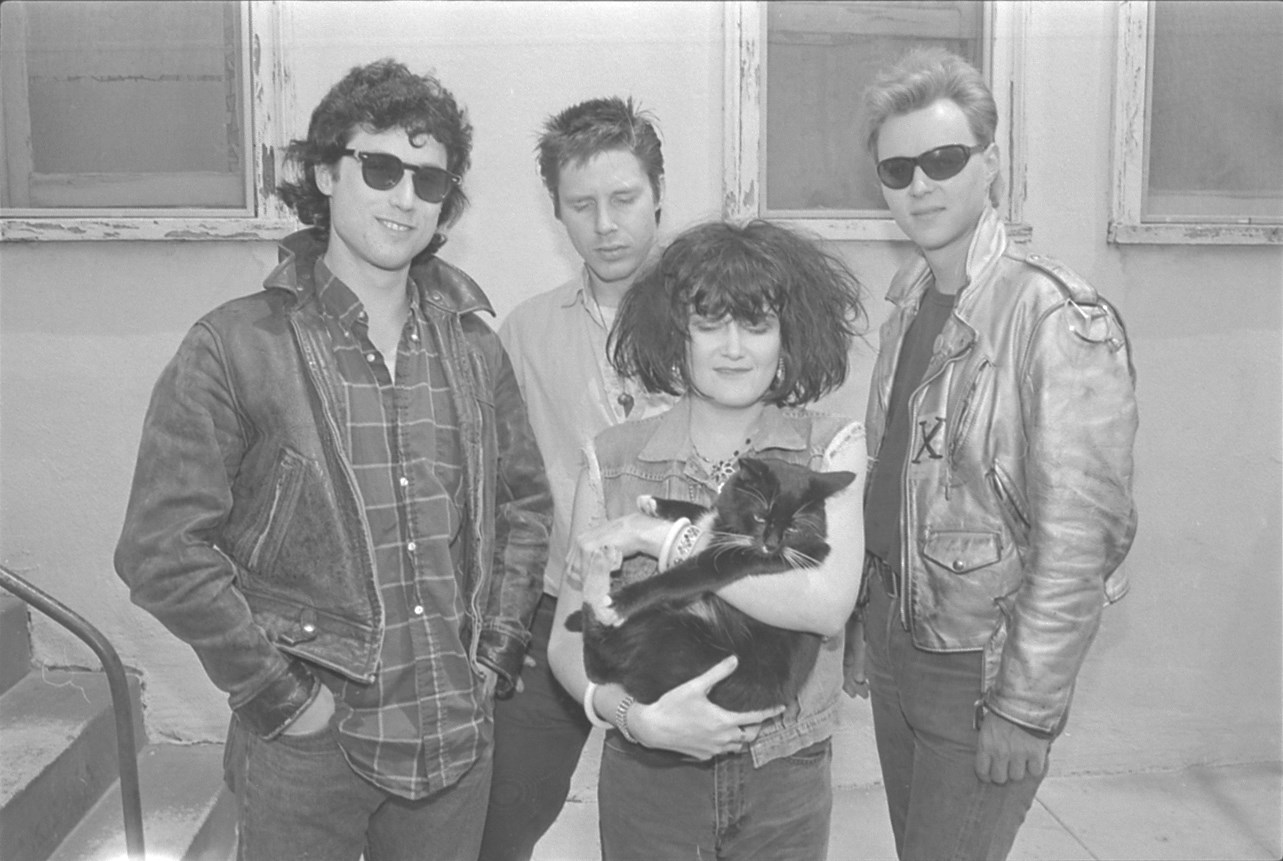
X в 1980 році

На початку 1980-х панк-гурти, такі як гурт X з Лос-Анджелесу, «…почали схилятися в бік твінгу, створивши піджанр, який став відомим як ковпанк». Лос-Анджелеські ковпанк-гурти, такі як X, мали тенденцію бути такими ж навмисно недбалими, спрямованими проти «блискучих» виробничих цінностей і антикомерційними, як і панк-жанр, з якого вони «виросли», часто з «бліц-криг-гуртів» (наприклад, The Dils стали ковпанк-гуртом Rank and File). У 1980-х Розі Флорес покинула «Screamers» і приєдналася до жіночого ковпанкового гурту Screamin' Sirens.
Серед британських гуртів — кантрі-поп-гурт Boothill Foot Tappers та іронічний нью-вейв-гурт Yip Yip Coyote.
Існує низка американських гуртів: X, the Blasters, Meat Puppets, The Beat Farmers, Rubber Rodeo (які «поєднання елементів кантрі-політену та більш традиційних рок-позицій», віддаючи данину «поп-культурному заходу, а не географічному чи історичному»), Rank and File (грали «оновлену версію кантрі-року 1960-х»), Jason and the Scorchers (з «справді глибоким кантрі-корінням»), Tex & the Horseheads, Blood on the Saddle 1984), Dash Rip Rock, Drivin' n Cryin', Fetchin Bones (з Північної Кароліни), The Rave-Ups, Concrete Blonde, Great Plains (з Огайо) та Violent Femmes (на той час включали «гірське банджо, хрипкі саксофони, скреготливу скрипку, дзенькаючу єврейську арфу та рвані вокальні хори»).
Гурт The Del-Lords утворився у Нью-Йорку в 1982 році, його заснував гітарист The Dictators Скотт Кемпнер. Їхнє звучання поєднувало в собі елементи гаражного року 1960-х з кантрі, блюзом і фолк-впливами. Вони були одними з перших представників урбаністичного корінного року. До складу гурту входили Скотт Кемпнер, Менні Кайаті, Ерік Амбел та Френк Фунаро.
Nine Pound Hammer — американський хардкор-ковпанк-гурт, заснований у 1985 році вокалістом Скоттом Луалленом і гітаристом Блейном Картрайтом у їхньому рідному місті Оуенсборо, штат Кентуккі. Вони були одним з перших сільських хардкор-панк-гуртів, які включили сільські мотиви синіх комірців у хардкор-звучання. Їхні тексти (що нагадують кантрі) піднімали такі теми, як алкоголізм, сільська бідність і насильство. На противагу цьому, більшість міських експериментальних ковпанк-гуртів 1970-х/80-х років у Лос-Анджелесі та Великій Британії грали рутс-рок, фолк-рок або нью-вейв, а інструменти та впливи кантрі були другорядним (іноді тимчасовим) аспектом їхнього звучання.
В альбомі Social Distortion «Prison Bound» (1986—1988) гурт робить помітну зміну стилю, досліджуючи кантрі/вестерн. Ця платівка знаменує початок входження гурту в стиль ковпанк. Легенда кантрі Джонні Кеш та стиль хонкі-тонк стали більш помітними впливами, і тут є посилання на Кеша.
Lone Justice — лос-анджелеський ковпанк-гурт. Журнал SPIN також назвав Long Ryders, Danny & Dusty та Mekons як представників цього жанру.
У Канаді співака прерій К. Д. Ленга назвали «канадським ковпаком» у випуску журналу Rolling Stone від 20 червня 1985 року. Наприкінці 1980-х років гурт Jr. Gone Wild з Едмонтону називали «яскравим, життєрадісно чесним» прикладом «…цього „коров'ячого панку“, звісно, але насправді це просто солодкуватий, але прямий інді-рок свого часу, маковий і трохи озирається на Ґрем Парсонс у виконанні Byrds».
У 1987 році незалежний фільм «Прикордонне радіо» асоціювався зі сценою ковпанку. Фільм, знятий Еллісон Андерс, Діном Лентом і Куртом Фоссом, розповідає про двох музикантів і роуді, яким не заплатили, які грабують гроші в клубі, і один з них тікає до Мексики, залишивши дружину і доньку. У фільмі звучить музика Flesh Eaters, Green on Red, John Doe, Divine Horsemen, X та Blasters.
Ковпанк з'явився на мейнстрімному кантрі-радіо протягом короткого періоду 1987—1990 років з появою супер-дуету Foster & Lloyd. Відео на їхній дебютний сингл Crazy Over You отримало широке розповсюдження на CMT. Радіосингл посів 4 місце в Billboard і 1 місце в нині неіснуючому чарті Radio & Records.
Наприкінці 1980-х років фірми високого класу намагалися заробити на ковпанковому тренді, продаючи дорогі товари в стилі кантрі-вестерн. У 1989 році газета The Washington Post повідомляла, що «…найбільшим трендом, особливо в NM [Neimen-Marcus], є ковпанкові костюми з Медісон Авеню для трастового фонду „Ковбойські наркомани“ — від трафаретних „індіанських“ курток з оленячої шкіри від Ральфа Лорена (2200 доларів) до смокінгів у вестерн-стилі з вилогами (1975 доларів), які є візуальним еквівалентом пісні „Самотніх незнайомців“. Жовтий пильовик з реклами Busch „Young Riders“ з овечої шкіри (1200 доларів) затьмарює чесний полотняний від J. Peterman (184 долари)».

### 1990-ті роки

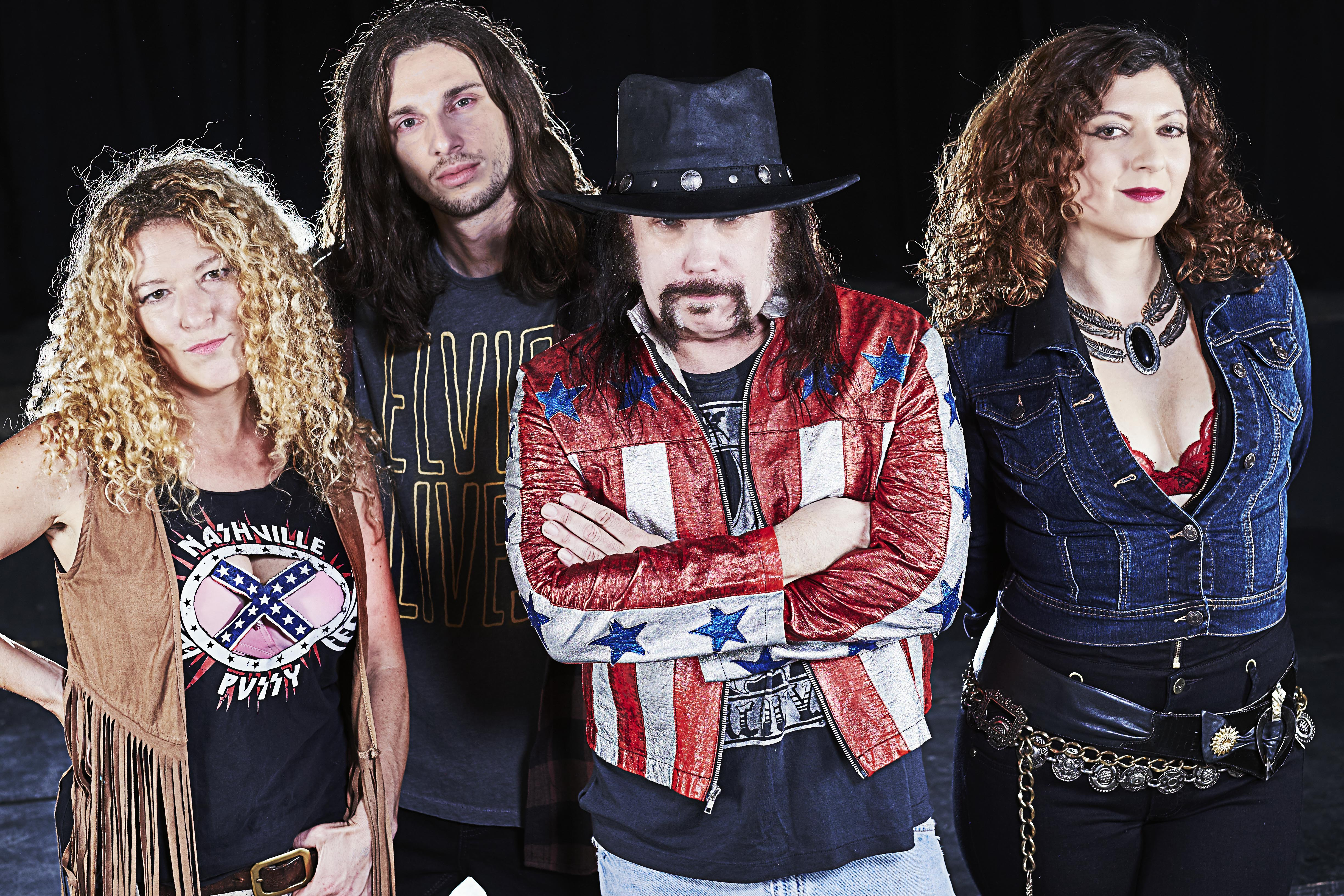
Nashville Pussy включає в свій звук ковпанк.

У 1990 році журнал SPIN назвав The Dead Milkmen ковпанковим гуртом, також зазначивши, що їх називали «scruff rock». У 1991 році рецензент назвав The Vandals ковпанковим гуртом, зазначивши при цьому, що до цього року гурт відійшов від ковпанку в бік суміші металу з домішками поп-музики.
Ден Берд — американський автор-виконавець, музикант і продюсер, найбільш відомий як вокаліст і ритм-гітарист рок-гурту The Georgia Satellites, що очолював чарти 1980-х. Його часто називають одним із піонерів кауч-панку та альт-кантрі, оскільки його пісні поєднують елементи рок-музики, кантрі, позазаконного кантрі та панк-року.
Goober & The Peas — ковпанк-гурт з Детройта, штат Мічиган, що існував з 1990 по 1995 рік, відомий поєднанням дивного гумору з темною стороною кантрі-музики та інді-року (а також тим, що Джек Уайт з The White Stripes деякий час був їхнім барабанщиком). Гурт був відомий своїми шаленими живими виступами.
The Damn Band — бек-вокальний гурт Хенка Вільямса III, що грає у стилі ковпанк. Гурт був сформований у 1995 році і складається з акустичної гітари (на якій грає Вільямс), сталевої гітари, скрипки, бас-гітари, барабанів, електрогітари та банджо.
Стів Кідвіллер, колишній гітарист панк-рок-гурту NOFX (на їхніх записах 1989 і 1991 років), згодом приєднався до ковпанк-гурту Speedbuggy USA. у 1994 році.
Після розпаду Nine Pound Hammer у 1997 році гітарист Блейн Картрайт заснував Nashville Pussy, номінований на Греммі американський рок-н-рольний гурт з Атланти, штат Джорджія, який називають сумішшю ковпанку, психобіллі, південного року та хард-року, а також «брудного року».".
Четвертий студійний альбом американського рок-н-ролльного гурту Supersuckers, Must've Been High (1997), був названий їхнім першим ковпанковим альбомом. Він був випущений 25 березня 1997 року на лейблі Sub Pop.

### 2000-х до теперішнього часу

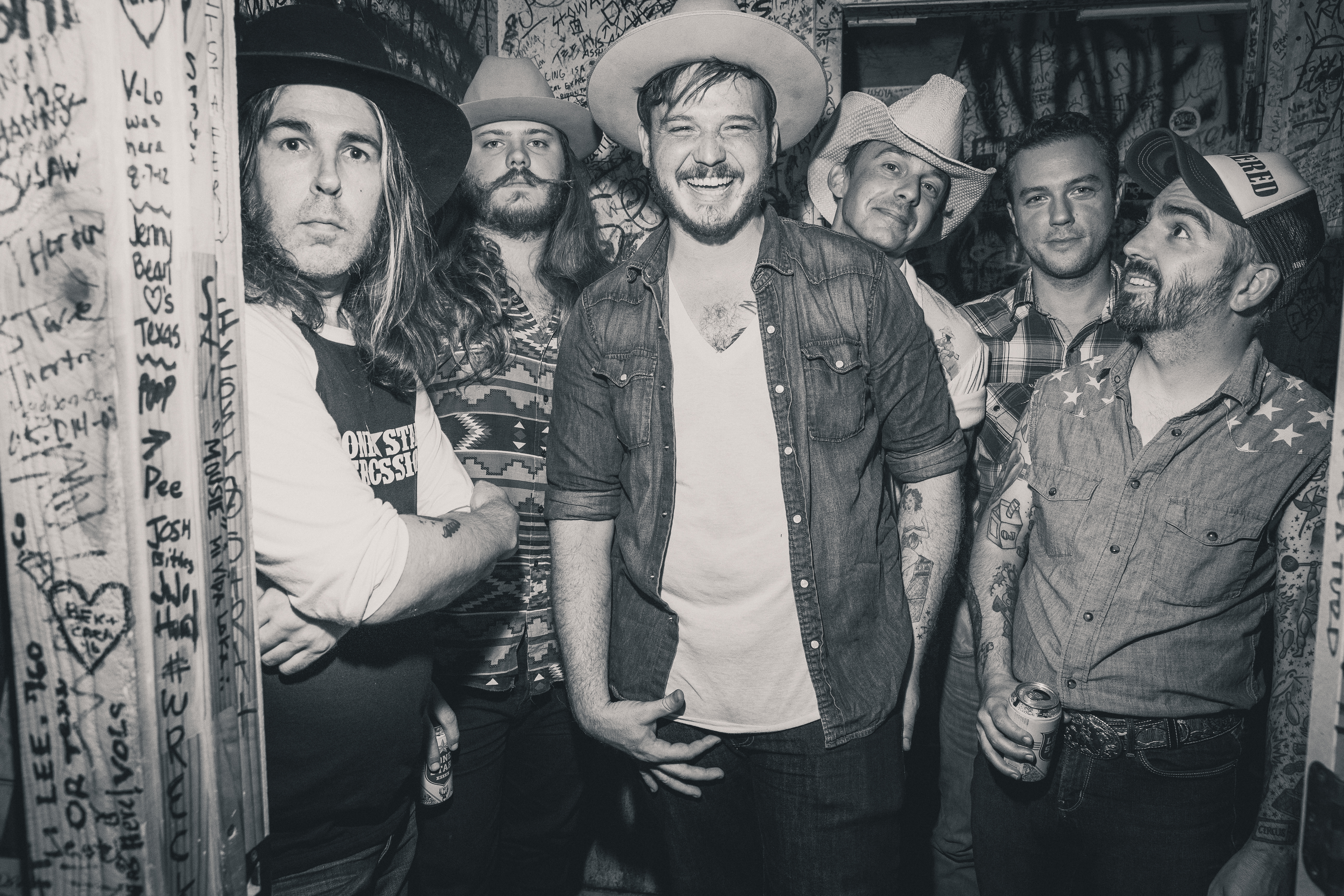
The Vandoliers в 2016.

У 2000-х роках The Darlins називали ковпанк-гуртом.
Black Stone Cherry були створені у 2001 році Крісом Робертсоном та Джоном Фредом Янгом, сином Річарда Янга з гурту Headhunters з Кентуккі. Їхній унікальний музичний стиль поєднує південний рок з хеві-металом і гранжем.
Vandoliers — гурт, створений у 2015 році Джошуа Флемінгом після розпаду його панк-тріо The Phuss з Форт-Ворта. Він познайомився з учасниками The Marty Stuart Show і дізнався більше про схожість між панком і кантрі. Альбом гурту The Native відомий тим, що започаткував відродження ковпанку.
У 2010-х роках обидві артистки лейблу Bloodshot Records Лідія Лавлесс і гурт Сари Шук були класифіковані як кантрі-панк або ковпанк.
Серед інших ковпанк-гуртів 2000-х і 2010-х — Old Crow Medicine Show, Those Darlins, The Waco Brothers, 7 Shot Screamers і Blackfoot. Данський хеллбіллі-гурт Volbeat спеціалізується на каверах класичних кантрі-пісень у стилі хеві-метал.